# あの道この道
『あの道この道』は吉屋信子の小説。1948年、発表され国書刊行会で発行された。

## 概要
この作品は同じに生まれた2人の嬰児が入れ替えられ違う人生を歩む物語である。

## 関連作品
- 『乳姉妹』（1985年 TBS）
- 『冬の輪舞』（2005年 東海テレビ）